# Henry Hozier
Henry Montague Hozier (20 mars 1838 - 28 février 1907) est un officier de l'armée britannique qui devient secrétaire du Lloyd's de Londres.

## Biographie
Il est le troisième fils de James C. Hozier de Newlands et Mauldslie Castle, Lanarkshire, et fait ses études à Rugby School, à l'académie d'Édimbourg et à l'Académie royale militaire de Woolwich. Il est successivement lieutenant dans la Royal Artillery, lieutenant dans le 2nd Life Guards et capitaine dans le 3rd Dragoon Guards, et passe au Staff College de Camberley. Il sert avec l'Artillerie royale dans la Seconde guerre de l'opium, avec l'armée allemande pendant la guerre de 1866, comme secrétaire militaire adjoint de Robert Napier dans l'expédition d'Abyssinie et comme attaché militaire adjoint pendant la guerre franco-prussienne. Il reçoit la Croix de fer pour son service dans ce dernier conflit, est fait Compagnon du Bain en 1897 et Chevalier Commandeur du Bain en 1903 .
À sa retraite de l'armée, Hozier se tourne vers le monde des affaires. En 1872, il rejoint le conseil d'administration de la nouvelle société Patent Cotton-Gunpowder Company. En 1874, il est élu secrétaire du Lloyd's où il reste pendant trente-deux ans. Son expérience dans le renseignement militaire l'a sans aucun doute conduit à établir un réseau de stations de signalisation. Il les décrit dans une interview en 1895 comme suit : "[L]une des nouvelles fonctionnalités introduites ici par moi-même, et celle dont je suis peut-être le plus fier, a été le développement de nos moyens d'obtenir des informations précoces. Nous avons établi un réseau complet de stations de signalisation à des points importants sur la côte de la mer dans le monde entier. Nous les avons placés principalement sur des endroits isolés et arides où il n'y a pas d'agents maritimes ou de journalistes, mais directement connectés par câble et fil." Hozier, anobli, prend sa retraite en 1906. Il est mort alors qu'il visitait le site d'une de ces stations de signalisation au Panama.
Hozier sert également comme colonel-commandant des Royal Arsenal Artillery Volunteers. Il est l'auteur de The Seven Weeks' War, sur le conflit de 1866, et d'une History of the British Expedition to Abyssinia . Il vit à Stonehouse dans le Lanarkshire et au 26A North Audley Street, à Londres, et est membre des clubs Turf, Junior United Service, City et Beefsteak de Londres, du New Club d'Édimbourg, du Western Club de Glasgow et du Royal Northern, Royal Clyde et Temple Yacht Clubs.
Il épouse Lady Blanche Ogilvy, fille de David Ogilvy (10e comte d'Airlie). Il est le père légal de Clementine Hozier, épouse de Sir Winston Churchill, bien que la paternité réelle de Clementine ait été débattue.

## Distinctions
- Chevalier commandeur de l'Ordre du Bain